# Beijing Schmidt CCD Asteroid Program

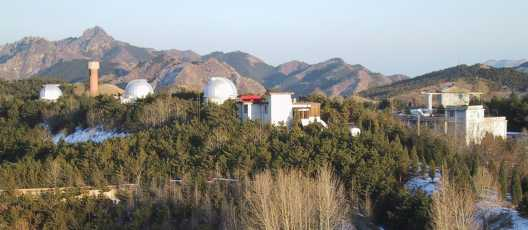
Die Gebäude des Observatoriums

Das Beijing Schmidt CCD Asteroid Program (chinesisch 国家天文台施密特CCD小行星巡天计划, Pinyin Guójiā Tiānwéntái Shīmìtè CCD Xiǎoxíngxīng Xúntiān Jìhuà) oder SCAP war ein im Mai 1995 vom Astronomischen Observatorium Peking (BAO) organisiertes und der Chinesischen Akademie der Wissenschaften gegründetes Projekt. Seine Hauptaufgabe war es, Asteroiden (einschließlich erdnaher Asteroiden) aufzuspüren.
Zur Beobachtung nutzte das Projekt ein 60/90-cm-Schmidt-Teleskop mit einer 2048*2048-CCD-Kamera, die später durch eine CCD-Kamera mit 4096*4096 Pixeln ersetzt wurde. Das Teleskop ist installiert in der Xinglong Station bei Chengde, Provinz Hebei. Ab 1999 wurde das Teleskop primär für die South Galactic Cap U-band Sky Survey verwendet, ein Kooperationsprojekt der Nationalen Astronomischen Observatorien der Chinesischen Akademie der Wissenschaften mit dem Steward Observatory der University of Arizona.
Mit dem  Asteroiden des äußeren Hauptgürtels 326629, auch bekannt als 2002 RF249, wurde am 15. September 2002 der letzte Himmelskörper entdeckt.
Während der gut sieben Jahre seines Bestehens wurden im Rahmen dieses Programms insgesamt 1303 Asteroiden entdeckt.
Mittlerweile ist die Asteroidensuche und -beobachtung an der Sternwarte am purpurnen Berg bei Nanjing angesiedelt.
Besonderes Interesse gilt hierbei den erdnahen Asteroiden, wofür man, um dem Smog und der Lichtverschmutzung im Raum Nanjing zu entkommen,
im Oktober 2006 im Kreis Xuyi an der Grenze der Provinzen Jiangsu und Anhui das „Teleskop für erdnahe Himmelskörper“ installierte.
Das prinzipielle Problem bei der Beobachtung von der Erde aus besteht darin, dass die Teleskope in Richtung auf die Sonne zu einen blinden Fleck besitzen. Es gibt verschiedene Vorschläge, dem mit weltraumbasierten Teleskopen abzuhelfen. So schlugen zum Beispiel Wang Xintao (王新涛) und Li Mingtao (李明涛) vom Nationalen Zentrum für Weltraumwissenschaften vor, ein Weltraumteleskop der Erde auf ihrer Bahn in einem Abstand von 10,6 Millionen Kilometern folgen zu lassen, um einen anderen Blickwinkel zu erhalten.
Eine Gruppe von Ingenieuren der Chinesischen Akademie für Weltraumtechnologie schlug dagegen vor, sechs kleine Teleskope in gleichen Abständen auf der Venusbahn zu verteilen, von wo aus sie von der Sonne weg nach außen blicken sollten, um die Asteroiden zwischen Venus- und Erdbahn zu überwachen.
Für den Fall, dass ein Asteroid der Erde gefährlich nahekommen würde, entwickelten Li Mingtao und seine Gruppe ein Konzept, bei dem von einer Sonde etwa 100 bis 200 Tonnen Gestein von einem erdnahen Asteroiden eingesammelt oder ein sehr kleiner Asteroid dieser Größenordnung eingefangen und mittels Ionenantrieb auf einen Kollisionskurs mit dem potentiell gefährlichen Asteroiden gebracht wird. Eine solche Sonde könnte mit der bewährten Trägerrakete Langer Marsch 5 gestartet werden, Flugbahnangleichung, Verankerung auf dem Asteroiden etc. werden bei der Mission Tianwen-2 erprobt.
Weitere Methoden der Asteroidenabwehr wurden vom 23. bis 27. Oktober 2021 auf der 1. Nationalen Konferenz zur Planetaren Verteidigung in Guilin diskutiert.
Bei der Nationalen Raumfahrtbehörde Chinas war die Asteroidenabwehr im Dezember 2021 in die Projektplanungsphase eingetreten,
und in dem am 28. Januar 2022 veröffentlichten Weißbuch zur chinesischen Raumfahrt wurden konkrete Planungen für eine Asteroidenabwehr als nationales Ziel für den 14. Fünfjahresplan (2021–2025) genannt.
Die Hauptverantwortung für die Suche nach gefährlichen Asteroiden liegt zwar bei der Sternwarte am purpurnen Berg, am 26. September 2022 unterzeichnete jedoch Shen Zhiqiang, der Direktor des Astronomischen Observatoriums Shanghai, ein Kooperationsabkommen mit Miguel Naranjo Toro, dem Rektor der Universidad Técnica del Norte in Ibarra, Ecuador, über eine Zusammenarbeit der beiden Institutionen bei der Beobachtung von erdnahen Asteroiden.
Als Ergänzung zur optischen Beobachtung wird in Chongqing ein Radarsystem aufgebaut, das „Facettenauge“ (中国复眼). Der erste Teil des Systems, bestehend aus vier Parabolantennen von jeweils 16 m Durchmesser, befindet sich in der Großgemeinde Longxing des Stadtbezirks Yubei.
Er wurde im Dezember 2022 in Betrieb genommen. Um das System zu testen, wurde ein dreidimensionales Radarbild von 400.000 km entfernten Mondkratern aufgenommen.
Am 14. Februar 2023 war Baubeginn für den zweiten Teil des Systems mit 25 Antennen von jeweils 30 m Durchmesser in der Großgemeinde Longjiao des Kreises Yunyang.
Damit können dann Asteroiden mit einem Durchmesser von einigen Dutzend Metern auf eine Entfernung von 10 Millionen Kilometern beobachtet und ihre Zusammensetzung und Rotationsgeschwindigkeit festgestellt werden. In einer dritten Ausbauphase, wo mehrere kleinere Antennenarrays nach dem Prinzip der Radarinterferometrie zusammengeschaltet werden, soll der Beobachtungsradius auf 1 AE (150 Millionen Kilometer) ausgedehnt werden, den Abstand der Erde von der Sonne.
Da es mit dem Facettenauge auch möglich ist, die Position von Raumflugkörpern im Erde-Mond-System zu verfolgen, soll es in das Chinesische Tiefraum-Netzwerk integriert werden.